# The Windshield Wiper
The Windshield Wiper é um curta-metragem de animação adulto hispano-estadunidense de 2021, dirigido e coproduzido por Alberto Mielgo ao lado de Leo Sánchez. O filme ganhou o prêmio de melhor curta-metragem de animação no Oscar 2022.

## Sinopse
Dentro de um café enquanto fuma um maço inteiro de cigarros, um homem faz uma pergunta ambiciosa: "o que é o amor?". Uma coleção de vinhetas e situações levará o homem à conclusão desejada.

## Produção
O filme teve sua estreia durante o Festival de Cinema de Cannes de 2021 na Quinzena dos Diretores e lançamento no The Animation Showcase, uma plataforma privada de streaming da indústria.

## Prêmios e indicações
Desde o seu lançamento, o filme foi selecionado em diversos festivais ao redor do mundo:
| Year | Ceremony                                   | Award/Category                           | Status   |
| ---- | ------------------------------------------ | ---------------------------------------- | -------- |
| 2021 | Festival de Cannes                         | Quinzena dos Diretores                   | Indicado |
| 2021 | Semana Internacional de Cine de Valladolid | Melhor curta-metragem[carece de fontes?] | Indicado |
| 2022 | Oscar                                      | Melhor curta-metragem de animação        | Venceu   |